# Liga Sudamericana de Clubes 2017
La Liga Sudamericana de Clubes 2017, por motivos de patrocinio DIRECTV Liga Sudamericana, fue la vigésima segunda edición del segundo torneo más importante de básquetbol a nivel de clubes en Sudamérica organizado por la ABASU y FIBA Américas. El torneo se disputó con la participación de equipos provenientes de los diez países: Argentina, Bolivia, Brasil, Chile, Colombia, Ecuador, Paraguay, Perú, Uruguay y Venezuela.

## Equipos participantes
| País              | Equipo                                                                | Vía de clasificación |
| ----------------- | --------------------------------------------------------------------- | --- |
| Argentina 3 cupos | San Martín (Corrientes) Quilmes (Mar del Plata) Estudiantes Concordia | Subcampeón Conferencia Norte en la LNB 2016-17 Subcampeón Conferencia Sur en la LNB 2016-17 Mejor tercero de conferencia de la LNB 2016-17 |
| Bolivia 1 cupo    | Calero                                                                | Campeón de la Liga Boliviana de Básquetbol 2017                                                                                            |
| Brasil 3 cupos    | Pinheiros Vitória Flamengo                                            | 3.° en el Novo Basquete Brasil 2016-17 4.° en el Novo Basquete Brasil 2016-17 5.º en el Novo Basquete Brasil 2016-17                       |
| Chile 1 cupo      | Osorno Básquetbol                                                     | Subcampeón de la Liga Nacional de Básquetbol 2016-17                                                                                       |
| Colombia 1 cupo   | Cimarrones del Chocó                                                  | Campeón de la Liga Colombiana de Baloncesto 2017                                                                                           |
| Ecuador 1 cupo    | HR Portoviejo                                                         | Campeón de la Liga Ecuatoriana de Baloncesto 2016                                                                                          |
| Paraguay 1 cupo   | Olimpia                                                               | Campeón de la Primera División de 2016 |
| Perú 1 cupo       | Regatas Lima                                                          | Campeón de la Liga Nacional de Basketball de 2016                                                                                          |
| Uruguay 3 cupos   | Hebraica y Macabi Aguada Malvín                                       | Campeón de la Liga Uruguaya de Básquetbol 2016-17 Subcampeón de la Liga Uruguaya de Básquetbol 2016-17 Campeón del Torneo Súper 4          |
| Venezuela 1 cupos | Guaros de Lara                                                        | Subcampeón de la Liga Nacional de Baloncesto 2016                                                                                          |

## Modo de disputa
El torneo está dividido en tres etapas; la ronda preliminar, las semifinales y la final four.
Ronda preliminar
Los dieciséis participantes se dividen en cuatro grupos con cuatro sedes, una por grupo, donde disputan partidos dentro de cada grupo. A fin de puntuar, cada equipo recibe 2 puntos por victoria y uno por derrota. Los dos primeros de los grupos A, B, y C más el mejor tercero de los tres grupos acceden a las semifinales junto con el mejor equipo del grupo D, mientras que los demás dejan de participar.
Las sedes fueron:
- Grupo A:  Quibdó, Colombia
- Grupo B:  Montevideo, Uruguay
- Grupo C:  Salvador de Bahía, Brasil
- Grupo D:  Potosí, Bolivia

Semifinales
Los ocho equipos clasificados se dividen en dos grupos con dos sedes, una por grupo, donde disputan partidos dentro de cada grupo. A fin de puntuar, cada equipo recibe 2 puntos por victoria y uno por derrota. El primero de cada grupo avanza a la final, mientras que los demás dejan de participar.
- Grupo E:  Río de Janeiro, Brasil[4]
- Grupo F:  Barquisimeto, Venezuela[4]

Final
Los dos mejores equipos se enfrentan en una serie al mejor de cinco (5) partidos. El campeón clasifica automáticamente a la Liga de las Américas 2018.

## Primera ronda

### Grupo A; Quibdó, Colombia
| Pos. | Equipo                  | Pts | PJ | PG | PP | PF  | PC  | Dif |
| ---- | ----------------------- | --- | -- | -- | -- | --- | --- | --- |
| 1.   | Flamengo                | 6   | 3  | 3  | 0  | 247 | 202 | 45  |
| 2.   | Cimarrones del Chocó    | 5   | 3  | 2  | 1  | 229 | 228 | 1   |
| 3.   | San Martín (Corrientes) | 4   | 3  | 1  | 2  | 225 | 220 | 5   |
| 4.   | Hebraica y Macabi       | 3   | 3  | 0  | 3  | 192 | 243 | –51 |

|  | Clasificado a la siguiente fase del torneo. |

Los horarios corresponde al huso horario de Quibdó, UTC–5:00.
| 3 de octubre, 17:45 | Flamengo                                             | 76–75                | San Martín (Corrientes)                                     | Quibdó                                                                             |  |
|                     | Parciales: 27–30, 10–16, 15–17, 24–12                |                      |                                                             |                                                                                    |  |
|                     | Estadísticas R. Ramon 21 C. Olivinha 8 A. Da Silva 4 | Reporte Pts Reb Asts | Estadísticas 13 F. Aguerre 8 L. Faggiano 4 R. García Zamora | Pabellón: Coliseo El Jardín Árbitros: Roberto Oliveros José Melgarejo Carlos Vélez |  |

| 3 de octubre, 20:00 | Cimarrones del Chocó                                   | 78–72                | Hebraica y Macabi                                            | Quibdó                                                                               |  |
|                     | Parciales: 17–20, 19–14, 17–23, 25–15                  |                      |                                                              |                                                                                      |  |
|                     | Estadísticas M. Jackson 31 J. Rodríguez 11 E. Moreno 5 | Reporte Pts Reb Asts | Estadísticas 20 M. Hicks 11 S. Izaguirre 6 L. García Morales | Pabellón: Coliseo El Jardín Árbitros: Daniel García Carlos Peralta Américo Rodríguez |  |

| 4 de octubre, 17:45 | Hebraica y Macabi                                      | 57–91                | Flamengo                                              | Quibdó                                                                          |  |
|                     | Parciales: 20–22, 13–20, 11–31, 13–18                  |                      |                                                       |                                                                                 |  |
|                     | Estadísticas E. Williams 11 E. Williams 7 J. Zanotta 5 | Reporte Pts Reb Asts | Estadísticas 18 M. Vieira 9 C. Olivinha 5 D. Cubillan | Pabellón: Coliseo El Jardín Árbitros: Daniel García Carlos Vélez José Melgarejo |  |

| 4 de octubre, 20:00 | San Martín (Corrientes)                            | 76–81                | Cimarrones del Chocó                                 | Quibdó                                                                                  |  |
|                     | Parciales: 21–22, 24–22, 13–20, 18–17              |                      |                                                      |                                                                                         |  |
|                     | Estadísticas J. Keenan 17 J. Wood 12 L. Faggiano 6 | Reporte Pts Reb Asts | Estadísticas 27 M. Jackson 12 M. Jackson 6 E. Moreno | Pabellón: Coliseo El Jardín Árbitros: Roberto Oliveros Carlos Peralta Américo Rodríguez |  |

| 5 de octubre, 17:45 | Hebraica y Macabi                                | 63–74                | San Martín (Corrientes)                             | Quibdó                                                                              |  |
|                     | Parciales: 12–17, 21–14, 12–16, 18–27            |                      |                                                     |                                                                                     |  |
|                     | Estadísticas F. Medina 28 O. Medina 9 M. Hicks 3 | Reporte Pts Reb Asts | Estadísticas 19 L. Mainoldi 8 J. Wood 4 L. Faggiano | Pabellón: Coliseo El Jardín Árbitros: Américo Rodríguez José Melgarejo Carlos Vélez |  |

| 5 de octubre, 20:00 | Cimarrones del Chocó                                   | 70–80                | Flamengo                                              | Quibdó                                                                              |  |
|                     | Parciales: 17–23, 12–19, 29–11, 12–27                  |                      |                                                       |                                                                                     |  |
|                     | Estadísticas M. Jackson 33 J. Rodríguez 13 E. Moreno 4 | Reporte Pts Reb Asts | Estadísticas 14 M. Vieira 16 C. Olivinha 4 M. Machado | Pabellón: Coliseo El Jardín Árbitros: Roberto Oliveros Daniel García Carlos Peralta |  |

### Grupo B; Montevideo , Uruguay
| Pos. | Equipo                  | Pts | PJ | PG | PP | PF  | PC  | Dif  |
| ---- | ----------------------- | --- | -- | -- | -- | --- | --- | ---- |
| 1.   | Pinheiros               | 5   | 3  | 2  | 1  | 262 | 227 | 35   |
| 2.   | Quilmes (Mar del Plata) | 5   | 3  | 2  | 1  | 262 | 235 | 27   |
| 3.   | Aguada                  | 5   | 3  | 2  | 1  | 264 | 224 | 40   |
| 4.   | Osorno Básquetbol       | 3   | 3  | 0  | 3  | 213 | 315 | –102 |

|  | Clasificado a la siguiente fase del torneo. |

Los horarios corresponde al huso horario de Montevideo, UTC–3:00.
| 11 de octubre, 18:45 | Pinheiros                             | 83–76   | Quilmes (Mar del Plata) | Montevideo                                  |  |
|                      | Parciales: 22–16, 15–22, 25–21, 21–17 |         |                         |                                             |  |
|                      |                                       | Reporte |                         | Pabellón: Estadio Propio Aguatero Árbitros: |  |

| 11 de octubre, 21:00 | Aguada                               | 112–62  | Osorno Básquetbol | Montevideo                                  |  |
|                      | Parciales: 31–9, 24–14, 27–24, 30–15 |         |                   |                                             |  |
|                      |                                      | Reporte |                   | Pabellón: Estadio Propio Aguatero Árbitros: |  |

| 12 de octubre, 18:45 | Osorno Básquetbol                     | 73–102  | Pinheiros | Montevideo                                  |  |
|                      | Parciales: 16–15, 24–29, 15–30, 18–28 |         |           |                                             |  |
|                      |                                       | Reporte |           | Pabellón: Estadio Propio Aguatero Árbitros: |  |

| 12 de octubre, 21:00 | Quilmes (Mar del Plata)               | 85–74   | Aguada | Montevideo                                  |  |
|                      | Parciales: 24–10, 21–16, 21–25, 19–23 |         |        |                                             |  |
|                      |                                       | Reporte |        | Pabellón: Estadio Propio Aguatero Árbitros: |  |

| 13 de octubre, 18:45 | Osorno Básquetbol                     | 78–101  | Quilmes (Mar del Plata) | Montevideo                                  |  |
|                      | Parciales: 19–35, 22–24, 12–24, 25–18 |         |                         |                                             |  |
|                      |                                       | Reporte |                         | Pabellón: Estadio Propio Aguatero Árbitros: |  |

| 13 de octubre, 21:00 | Aguada                                | 78–77   | Pinheiros | Montevideo                                  |  |
|                      | Parciales: 14–27, 20–14, 19–16, 25–20 |         |           |                                             |  |
|                      |                                       | Reporte |           | Pabellón: Estadio Propio Aguatero Árbitros: |  |

### Grupo C; Salvador de Bahía, Brasil
| Pos. | Equipo                | Pts | PJ | PG | PP | PF  | PC  | Dif |
| ---- | --------------------- | --- | -- | -- | -- | --- | --- | --- |
| 1.   | Guaros de Lara        | 6   | 3  | 3  | 0  | 245 | 204 | 41  |
| 2.   | Estudiantes Concordia | 5   | 3  | 2  | 1  | 218 | 204 | 14  |
| 3.   | Universo/Vitória      | 4   | 3  | 1  | 2  | 205 | 237 | –32 |
| 4.   | Malvín                | 3   | 3  | 0  | 3  | 194 | 217 | –23 |

|  | Clasificado a la siguiente fase del torneo. |

Los horarios corresponden al huso horario de Salvador de Bahía, UTC–3:00.
| 17 de octubre, 17:45 | Guaros de Lara                        | 75–73   | Estudiantes Concordia | Salvador de Bahía                             |  |
|                      | Parciales: 24–13, 19–23, 17–19, 15–18 |         |                       |                                               |  |
|                      |                                       | Reporte |                       | Pabellón: Ginásio Poliesportivo de Cajazeiras |  |

| 17 de octubre, 20:00 | Universo/Vitória                      | 70–69   | Malvín | Salvador de Bahía                             |  |
|                      | Parciales: 16–11, 15–19, 18–20, 21–19 |         |        |                                               |  |
|                      |                                       | Reporte |        | Pabellón: Ginásio Poliesportivo de Cajazeiras |  |

| 18 de octubre, 17:45 | Malvín                                | 69–81   | Guaros de Lara | Salvador de Bahía                             |  |
|                      | Parciales: 21–22, 15–19, 17–18, 16–22 |         |                |                                               |  |
|                      |                                       | Reporte |                | Pabellón: Ginásio Poliesportivo de Cajazeiras |  |

| 18 de octubre, 20:00 | Estudiantes Concordia                 | 79–73   | Universo/Vitória | Salvador de Bahía                             |  |
|                      | Parciales: 19–13, 16–21, 15–15, 29–24 |         |                  |                                               |  |
|                      |                                       | Reporte |                  | Pabellón: Ginásio Poliesportivo de Cajazeiras |  |

| 19 de octubre, 17:45 | Malvín                                | 56–66   | Estudiantes Concordia | Salvador de Bahía                             |  |
|                      | Parciales: 15–12, 13–25, 11–16, 17–13 |         |                       |                                               |  |
|                      |                                       | Reporte |                       | Pabellón: Ginásio Poliesportivo de Cajazeiras |  |

| 19 de octubre, 20:00 | Universo/Vitória                      | 62–89   | Guaros de Lara | Salvador de Bahía                             |  |
|                      | Parciales: 13–21, 14–17, 13–24, 22–27 |         |                |                                               |  |
|                      |                                       | Reporte |                | Pabellón: Ginásio Poliesportivo de Cajazeiras |  |

### Grupo D; Potosí, Bolivia
| Pos. | Equipo        | Pts | PJ | PG | PP | PF  | PC  | Dif |
| ---- | ------------- | --- | -- | -- | -- | --- | --- | --- |
| 1.   | Olimpia       | 6   | 3  | 3  | 0  | 266 | 205 | 61  |
| 2.   | Regatas Lima  | 5   | 3  | 2  | 1  | 221 | 219 | 2   |
| 3.   | Calero        | 4   | 3  | 1  | 2  | 245 | 251 | -6  |
| 4.   | HR Portoviejo | 3   | 3  | 0  | 3  | 227 | 284 | -57 |

|  | Clasificado a la siguiente fase del torneo. |

Los horarios corresponde al huso horario de Potosí, UTC–4:00.
| 24 de octubre, 17:45 | Olimpia                                                               | 93–72                | HR Portoviejo                                                         | Potosí                                                           |  |
|                      | Parciales: 22–16, 20–7, 29–24, 22–25                                  |                      |                                                                       |                                                                  |  |
|                      | Estadísticas Olouis McCullough 18 Javier Martínez 7 Javier Martínez 8 | Reporte Pts Reb Asts | Estadísticas 23 Adriano Barreras 12 Michael Hinestroza 3 Erick Cobeña | Pabellón: Ciudad de Potosí Árbitros: Andreia Silva Danilo Molina |  |

| 24 de octubre, 21:00 | Deportivo Calero                                                 | 68–74                | Regatas Lima                                                        | Potosí                                                                                    |  |
|                      | Parciales: 16–11, 16–18, 19–22, 17–23                            |                      |                                                                     |                                                                                           |  |
|                      | Estadísticas Makal Stibbins 21 Terrence Roberts 13 Ronald Arze 7 | Reporte Pts Reb Asts | Estadísticas 22 Lyonell Gaines 19 Lyonell Gaines 4 Bruno Sambucetti | Pabellón: Ciudad de Potosí Árbitros: Alejandro Sánchez Sebastian Negron Gonzalo Salgueiro |  |

| 25 de octubre, 17:45 | Regatas Lima                                                         | 60–82                | Olimpia                                                           | Potosí                                                                                   |  |
|                      | Parciales: 12–21, 12–18, 23–17, 13–26                                |                      |                                                                   |                                                                                          |  |
|                      | Estadísticas Howard Crawford 18 Lyonell Gaines 16 Bruno Sambucetti 6 | Reporte Pts Reb Asts | Estadísticas 21 Javier Martínez 11 Edison Ortiz 6 Javier Martínez | Pabellón: Ciudad de Potosí Árbitros: Alejandro Sánchez Andreia Silva Danilo Ariel Molina |  |

| 25 de octubre, 21:00 | HR Portoviejo                                                         | 86–104               | Deportivo Calero                                                     | Potosí                                                                                           |  |
|                      | Parciales: 21–23, 22–19, 21–33, 22–29                                 |                      |                                                                      |                                                                                                  |  |
|                      | Estadísticas Adriano Barreras 33 Michael Hinestroza 12 Rafael Perez 6 | Reporte Pts Reb Asts | Estadísticas 32 Louis Munks III 11 Louis Munks III 9 Louis Munks III | Pabellón: Ciudad de Potosí Árbitros: Leonardo Darmian Zalazar Sebastian Negron Gonzalo Salgueiro |  |

| 26 de octubre, 17:45 | Regatas Lima                                                    | 87–69                | HR Portoviejo                                                         | Potosí                                                                                      |  |
|                      | Parciales: 21–16, 16–18, 27–16, 23–19                           |                      |                                                                       |                                                                                             |  |
|                      | Estadísticas Lyonell Gaines 15 Lyonell Gaines 22 Luis Barrios 7 | Reporte Pts Reb Asts | Estadísticas 15 Adriano Barreras 16 Michael Hinestroza 7 Luis Barrios | Pabellón: Ciudad de Potosí Árbitros: Sebastian Negron Gonzalo Salgueiro Danilo Ariel Molina |  |

| 26 de octubre, 21:00 | Deportivo Calero                                               | 73–91                | Olimpia                                                               | Potosí                                                                                       |  |
|                      | Parciales: 24–19, 24–21, 13–27, 12–24                          |                      |                                                                       |                                                                                              |  |
|                      | Estadísticas Louis Munks III 25 Makal Stibbins 8 Ronald Arze 5 | Reporte Pts Reb Asts | Estadísticas 19 Javier Martínez 8 Olouis McCullough 8 Javier Martínez | Pabellón: Ciudad de Potosí Árbitros: Alejandro Sánchez Andreia Silva Leonardo Damian Zalazar |  |

### Tabla de terceros
| Grupo | Equipo                  | Pts | PJ | PG | PP | PF  | PC  | Dif |
| ----- | ----------------------- | --- | -- | -- | -- | --- | --- | --- |
| B     | Aguada                  | 5   | 3  | 2  | 1  | 264 | 224 | 40  |
| A     | San Martín (Corrientes) | 4   | 3  | 1  | 2  | 225 | 220 | 5   |
| C     | Universo/Vitória        | 4   | 3  | 1  | 2  | 205 | 237 | -32 |

|  | Clasificado a la siguiente fase del torneo. |

## Semifinales

### Grupo E; Río de Janeiro, Brasil
| Pos. | Equipo                | Pts | PJ | PG | PP | PF  | PC  | Dif |
| ---- | --------------------- | --- | -- | -- | -- | --- | --- | --- |
| 1.   | Estudiantes Concordia | 5   | 3  | 2  | 1  | 218 | 223 | -5  |
| 2.   | Pinheiros             | 5   | 3  | 2  | 1  | 254 | 215 | 39  |
| 3.   | Flamengo              | 4   | 3  | 1  | 2  | 239 | 233 | 6   |
| 4.   | Olimpia               | 4   | 3  | 1  | 2  | 214 | 254 | -40 |

|  | Clasificado a la siguiente fase del torneo. |

Los horarios corresponden al huso horario de Rio de Janeiro, UTC–2:00.
| 7 de noviembre, 18:15 | Estudiantes Concordia                 | 71–68   | Pinheiros | Río de Janeiro               |  |
|                       | Parciales: 20–19, 12–16, 21–17, 18–16 |         |           |                              |  |
|                       |                                       | Reporte |           | Pabellón: Tijuca Tenis Clube |  |

| 7 de noviembre, 20:30 | Flamengo                              | 76–78   | Olimpia | Río de Janeiro               |  |
|                       | Parciales: 27–23, 21–17, 13–21, 15–17 |         |         |                              |  |
|                       |                                       | Reporte |         | Pabellón: Tijuca Tenis Clube |  |

| 8 de noviembre, 18:00 | Pinheiros                             | 80–74 | Flamengo | Río de Janeiro               |
|                       | Parciales: 22–15, 14–25, 21–16, 23–18 |       |          |                              |
|                       |                                       |       |          | Pabellón: Tijuca Tenis Clube |

| 8 de noviembre, 20:15 | Olimpia                               | 66–72 | Estudiantes Concordia | Río de Janeiro               |
|                       | Parciales: 19–11, 20–20, 14–22, 13–19 |       |                       |                              |
|                       |                                       |       |                       | Pabellón: Tijuca Tenis Clube |

| 9 de noviembre, 17:15 | Pinheiros                             | 106–70 | Olimpia | Río de Janeiro               |
|                       | Parciales: 32–20, 20–24, 29–10, 25–16 |        |         |                              |
|                       |                                       |        |         | Pabellón: Tijuca Tenis Clube |

| 9 de noviembre, 19:30 | Flamengo                              | 89–75 | Estudiantes Concordia | Río de Janeiro               |
|                       | Parciales: 26–17, 15–19, 20–23, 28–16 |       |                       |                              |
|                       |                                       |       |                       | Pabellón: Tijuca Tenis Clube |

### Grupo F; Barquisimeto, Venezuela
| Pos. | Equipo                  | Pts | PJ | PG | PP | PF  | PC  | Dif |
| ---- | ----------------------- | --- | -- | -- | -- | --- | --- | --- |
| 1.   | Guaros de Lara          | 6   | 3  | 3  | 0  | 251 | 233 | 18  |
| 2.   | Quilmes (Mar del Plata) | 4   | 3  | 1  | 2  | 249 | 238 | 11  |
| 3.   | Cimarrones del Chocó    | 4   | 3  | 1  | 2  | 277 | 275 | 2   |
| 4.   | Aguada                  | 4   | 3  | 1  | 2  | 228 | 259 | -31 |

|  | Clasificado a la siguiente fase del torneo. |

Los horarios corresponden al huso horario de Barquisimeto, UTC–4:00.
| 14 de noviembre, 17:00 | Quilmes (Mar del Plata)               | 76–57   | Aguada | Barquisimeto               |  |
|                        | Parciales: 24–12, 13–14, 20–14, 19–17 |         |        |                            |  |
|                        |                                       | Reporte |        | Pabellón: Domo Bolivariano |  |

| 14 de noviembre, 19:15 | Guaros de Lara                        | 83–81   | Cimarrones del Chocó | Barquisimeto               |  |
|                        | Parciales: 16–14, 30–22, 16–18, 21–27 |         |                      |                            |  |
|                        |                                       | Reporte |                      | Pabellón: Domo Bolivariano |  |

| 15 de noviembre, 17:00 | Cimarrones del Chocó                  | 93–88   | Quilmes (Mar del Plata) | Barquisimeto               |  |
|                        | Parciales: 22–23, 19–21, 29–17, 23–27 |         |                         |                            |  |
|                        |                                       | Reporte |                         | Pabellón: Domo Bolivariano |  |

| 15 de noviembre, 19:15 | Aguada                                | 67–80   | Guaros de Lara | Barquisimeto               |  |
|                        | Parciales: 11–18, 24–20, 15–17, 17–25 |         |                |                            |  |
|                        |                                       | Reporte |                | Pabellón: Domo Bolivariano |  |

| 16 de noviembre, 17:00 | Aguada                                | 104–103 | Cimarrones del Chocó | Barquisimeto               |  |
|                        | Parciales: 27–24, 21–19, 26–31, 30–29 |         |                      |                            |  |
|                        |                                       | Reporte |                      | Pabellón: Domo Bolivariano |  |

| 16 de noviembre, 19:15 | Guaros de Lara                                     | 88–85   | Quilmes (Mar del Plata) | Barquisimeto               |  |
|                        | Parciales: 20–21, 17–26, 26–13, 14–17 (T.E.: 11–8) |         |                         |                            |  |
|                        |                                                    | Reporte |                         | Pabellón: Domo Bolivariano |  |

## Final
|  | Final                 |                       |    |    |    |    |   |  |
|  |                       |                       |    |    |    |    |   |  |
|  | Guaros de Lara        | Guaros de Lara        | 77 | 88 | 68 | 82 | X |  |
|  | Guaros de Lara        | Guaros de Lara        | 77 | 88 | 68 | 82 | X |  |
|  | Estudiantes Concordia | Estudiantes Concordia | 74 | 83 | 74 | 79 | X |  |
|  | Estudiantes Concordia | Estudiantes Concordia | 74 | 83 | 74 | 79 | X |  |

| 6 de diciembre, 19:15 (UTC-4) | Guaros de Lara                                                          | 77–74                | Estudiantes Concordia                                            | Barquisimeto                                                                   |  |  |
|                               | Parciales: 21–21, 17–17, 17–16, 22–20                                   |                      |                                                                  |                                                                                |  |  |
|                               | Estadísticas Diego García 14 José Gregorio Vargas 7 Heissler Guillent 5 | Reporte Pts Reb Asts | Estadísticas 14 David Doblas 7 Rigoberto Mendoza 7 Anthony Smith | Pabellón: Domo Bolivariano Árbitros: Marcos Benito Fabiano Huber Felipe Ibarra |  |  |
| Serie: 1–0                    |                                                                         |                      |                                                                  |                                                                                |  |  |
|                               |                                                                         |                      |                                                                  |                                                                                |  |  |

| 7 de diciembre, 19:15 (UTC-4) | Guaros de Lara                                                    | 88–83                | Estudiantes Concordia                                        | Barquisimeto                                                                   |  |  |
|                               | Parciales: 12–19, 28–18, 23–22, 25–24                             |                      |                                                              |                                                                                |  |  |
|                               | Estadísticas Diego García 23 Néstor Colmenares 8 Carlos Cabezas 5 | Reporte Pts Reb Asts | Estadísticas 25 Anthony Smith 7 Anthony Smith 5 Luca Vildoza | Pabellón: Domo Bolivariano Árbitros: Marcos Benito Fabiano Huber Felipe Ibarra |  |  |
| Serie: 2–0                    |                                                                   |                      |                                                              |                                                                                |  |  |
|                               |                                                                   |                      |                                                              |                                                                                |  |  |

| 13 de diciembre, 21:00 (UTC-3) | Estudiantes Concordia                                                 | 74–68                | Guaros de Lara                                                   | Concordia                                                                          |  |  |
|                                | Parciales: 12–17, 26–22, 17–14, 19–15                                 |                      |                                                                  |                                                                                    |  |  |
|                                | Estadísticas Rigoberto Mendoza 18 Rigoberto Mendoza 8 Mateo Bolívar 3 | Reporte Pts Reb Asts | Estadísticas 13 Luis Bethelmy 8 Néstor Colmenares 4 Diego García | Pabellón: El Gigante Verde Árbitros: Alejandro Sánchez Andrés Bartel Andreia Silva |  |  |
| Serie: 1–2                     |                                                                       |                      |                                                                  |                                                                                    |  |  |
|                                |                                                                       |                      |                                                                  |                                                                                    |  |  |

| 14 de diciembre, 21:00 (UTC-3) | Estudiantes Concordia                                      | 79–82        | Guaros de Lara                                                                | Concordia                                                                          |  |  |
|                                | Parciales: 15–18, 26–27, 16–22, 22–15                      |              |                                                                               |                                                                                    |  |  |
|                                | Estadísticas David Doblas 22 Luca Vildoza 7 Luca Vildoza 5 | Pts Reb Asts | Estadísticas 18 Heissler Guillent 12 Néstor Colmenares 5 José Gregorio Vargas | Pabellón: El Gigante Verde Árbitros: Alejandro Sánchez Andrés Bartel Andreia Silva |  |  |
| Serie: 1–3                     |                                                            |              |                                                                               |                                                                                    |  |  |
|                                |                                                            |              |                                                                               |                                                                                    |  |  |

Guaros de Lara

Campeón

Primer título